# Olympiapark München
Olympiapark München – park olimpijski w Monachium z zespołem obiektów sportowych, w których odbywały się zawody podczas Letnich Igrzysk Olimpijskich 1972.
Obiekty znajdujące się w parku:
- Olympiastadion München
- Hala Olimpijska
- Olympia-Schwimmhalle – pływalnia
- Olympia Eventhalle – hala widowiskowa
- Olympia-Eissportzentrum – lodowisko
- Olympiaturm – wieża